# Amadeusz Koprowski
Amadeusz Koprowski (ur. 1 stycznia 1994) – polski lekkoatleta, sprinter.
Lekkoatletyczną karierę rozpoczynał od skoku w dal.
Brązowy medalista mistrzostw Polski seniorów w sztafecie 4 × 100 metrów (2013). Medalista Ogólnopolskiej Olimpiady Młodzieży.

## Rekordy życiowe
- Bieg na 100 metrów – 10,88 (2013)